# Glenea similis
Glenea similis är en skalbaggsart som beskrevs av Conrad Ritsema 1892. Glenea similis ingår i släktet Glenea och familjen långhorningar. Inga underarter finns listade i Catalogue of Life.